# Jesper Petersen
Jesper Petersen, danski rokometaš, * 18. december 1953.
Leta 1976 je na poletnih olimpijskih igrah v Montrealu v sestavi danske rokometne reprezentance osvojil osmo mesto.